# اسا سارینن
اسا سارینن (انگلیسی: Esa Saarinen؛ زادهٔ ۲۷ ژوئیهٔ ۱۹۵۳) فیلسوف اهل فنلاند است.